# ستيفن أ. مايلز
ستيفن أ. مايلز (بالإنجليزية: Stephen A. Miles)‏ هو مستشار ومؤلف أمريكي، ولد في 28 نوفمبر 1967 في نيروبي في كينيا.